# Hearts and Bones
| Recensione                    | Giudizio        |
| ----------------------------- | --------------- |
| AllMusic                      | [ 1 ]           |
| Robert Christgau              | B+              |
| The Rolling Stone Album Guide | [ 3 ]           |
| Sputnikmusic                  | 3.9 (Excellent) |
| Piero Scaruffi                | 6/10            |
| The Guardian                  | [ 6 ]           |
| Uncut                         | [ 7 ]           |

Hearts and Bones è un album discografico di Paul Simon, pubblicato dall'etichetta discografica Warner Bros. Records nel novembre del 1983.
È un album con cui Paul Simon cercava di trovare un nuovo stile, entrando nel sound degli anni '80. Ed è un'opera che attinge anche dal suo vissuto personale, come ad esempio attesta la title track Hearts and Bones, ispirata dalla relazione e separazione con Carrie Fischer.
Album bene accolto dalla critica ma dal modesto(per gli standard dell'artista) impatto commerciale.

## Descrizione
L'album avrebbe dovuto originariamente intitolarsi Think Too Much, ma Mo Ostin, all'epoca presidente della Warner Bros. Records, convinse Simon a cambiare il titolo in Hearts and Bones. L'album fu scritto e registrato dopo il celebre concerto a Central Park di Simon & Garfunkel del 1981, e la tournée mondiale del 1982–1983. Svariate canzoni del nuovo album furono provate in tour, e Art Garfunkel lavorò insieme a Simon a qualcuna di esse in studio, con l'intenzione che il prodotto finito sarebbe diventato un album in studio completamente nuovo di Simon & Garfunkel. Tuttavia, il disco, specialmente la title track, era una riflessione sulla relazione sentimentale di Paul con l'attrice Carrie Fisher, e Paul sentì che era troppo personale per essere un album di Simon & Garfunkel, quindi decise di farne un suo album solista. Questa decisione irritò profondamente Garfunkel e fece sì che non ci sarebbe mai più stato un altro album del duo. Garfunkel abbandonò il progetto e Simon cancellò tutte le sue parti vocali e rielaborò il materiale come solista.
Per Think Too Much (a), Steve Ferrone fu contattato da Nile Rodgers per suonare la batteria in una sessione di registrazione ai Power Station. Dopo che i primi tentativi di registrare il brano furono accolti dal silenzio di Simon, Rodgers sperimentò vari effetti sulla sua chitarra ritmica, che sfasarono lo strumento rispetto alla traccia di batteria originale. Nonostante Rodgers insistesse sul fatto che gli effetti avrebbero reso difficile sovraincidere una nuova traccia di batteria, Ferrone alla fine ottenne una registrazione soddisfacente.
The Late Great Johnny Ace fu composta da Simon nel 1981; la canzone all'inizio parla del cantante rhythm and blues Johnny Ace, accidentalmente suicidatosi mentre giocava alla roulette russa nel 1954, per poi riferirsi all'ex Beatle John Lennon, assassinato davanti a casa sua l'8 dicembre 1980, e a John F. Kennedy, ucciso nel 1963. Il brano contiene una coda strumentale composta da Philip Glass.
René and Georgette Magritte with Their Dog After the War parla del pittore surrealista René Magritte e della moglie Georgette. Il titolo deriva da una fotografia dei Magritte e del loro cane scattata in Belgio dal fotografo Lothar Wolleh. Wolleh scattò due fotografie di loro: una, "René e Georgette Magritte con il loro cane durante la guerra", era una foto in bianco e nero, presumibilmente risalente alla seconda guerra mondiale, ma probabilmente scattata negli anni '60. La seconda, "René e Georgette Magritte con il loro cane", fu scattata nella loro casa in Belgio nel 1967. Allo stesso tempo, un brano evocativo e un gioioso omaggio ai gruppi doo wop degli anni '50, la canzone descrive i coniugi Magritte come ammiratori segreti dei Penguins, dei Moonglows, degli Orioles e dei Five Satins.

## Pubblicazione
Pubblicato il 4 novembre 1983, Hearts and Bones restò nella classifica statunitense Billboard 200 per 18 settimane, raggiungendo come posizione massima la numero 35, sebbene sia considerato un relativo fallimento commerciale  rispetto agli altri album di Simon.

## Tracce
Tutti i brani composti da Paul Simon.
Lato A
1. Allergies – 4:37
2. Hearts and Bones – 5:37
3. When Numbers Get Serious – 3:25
4. Think Too Much (b) – 2:44
5. Song About the Moon – 4:07

Durata totale: 20:30
Lato B
1. Think Too Much (a) – 3:05
2. Train in the Distance – 5:11
3. René and Georgette Magritte with Their Dog After the War – 3:44
4. Cars Are Cars – 3:15
5. The Late Great Johnny Ace – 4:45

Durata totale: 20:00
Edizione CD del 2004, pubblicato dalla Warner Bros. Records (R2 78903)
1. Allergies – 4:39
2. Hearts and Bones – 5:39
3. When Numbers Get Serious – 3:26
4. Think Too Much (B) – 2:45
5. Song About the Moon – 4:11
6. Think Too Much (A) – 3:05
7. Train in the Distance – 5:12
8. René and Georgette Magritte with Their Dog After the War – 3:46
9. Cars Are Cars – 3:15
10. The Late Great Johnny Ace – 4:53
11. Shelter of Your Arms – 3:12 – Bonus Track - Unreleased Work in Progress
12. Train in the Distance – 3:14 – Bonus Track - Original Acoustic Demo
13. René and Georgette Magritte with Their Dog After the War – 3:47 – Bonus Track - Original Acoustic Demo
14. The Late Great Johnny Ace – 3:22 – Bonus Track - Original Acoustic Demo

Durata totale: 54:26

## Formazione
- Paul Simon - voce, cori, chitarra acustica, programmazione, batteria elettronica
- Wells Christy - sintetizzatore
- Dean Parks - chitarra elettrica
- Greg Phillinganes - pianoforte, Fender Rhodes
- Al Di Meola - chitarra elettrica
- Richard Tee - sintetizzatore, pianoforte, Fender Rhodes
- Eric Gale - chitarra elettrica
- Michael Boddicker - sintetizzatore
- Nile Rodgers - batteria elettronica, programmazione, chitarra elettrica
- Rob Sabino - pianoforte, sintetizzatore
- Steve Gadd - batteria
- Rob Mounsey - vocoder
- Michael Riesman - sintetizzatore
- Steve Ferrone - batteria
- Rob Mounsey - sintetizzatore
- Bernard Edwards - basso
- Sid McGinnis - chitarra elettrica
- Tom Coppola - sintetizzatore
- Jeff Porcaro - batteria
- Airto Moreira - percussioni
- Mike Mainieri - vibrafono, marimba
- Anthony Jackson - basso, contrabbasso
- Marin Alsop - violino
- Fred Zlotkin - violoncello
- Jesse Levy - violoncello
- Jill Jaffe - viola
- Peter Gordon - corno francese
- Mark Rivera - sax alto
- George Marge - clarinetto
- Carol Wincenc - flauto

Note aggiuntive
- Paul Simon, Russ Titelman e Roy Halee - produttori
- Lenny Waronker - co-produttore (brani: Allergies, Song About the Moon e The Late Great Johnny Ace)
- Roy Halee - ingegnere delle registrazioni e missaggio
- David Nichtern - programmatore synclavier
- Lee Herschberg, Jason Corsaro, Mark Linett, Gene Paul e James Dougherty - ingegneri delle registrazioni aggiunti
- Eric Korte, Andy Hoffman, Terry Rosiello, David Greenberg, Stuart Gitlin, Ken Deane, Dan Nash e Jim Santis - secondi ingegneri delle registrazioni
- Registrazioni effettuate al:
- Warner Bros. Recording Studios, North Hollywood
Regent Sound Studio, New York
Power Station Inc., New York
Mediasound Inc., New York
Atlantic Recording Studios, New York
Sigma Sound Studios, New York
- Mixaggio effettuato al Regent Sound Studios di New York
- Masterizzazione originale effettuata da Greg Calbi al Sterling Sound di New York
- Utilizzato per la registrazione il 3M Digital Mastering Process
- Tom Bates - ingegnere per la registrazione digitale
- Wayne Yurgelun - soundworks digital audio facilities
- Julie Hooker e Kimberly Boyle - assistenti alla produzione
- Jeffrey Kent Ayeroff con Paula Greif per la direzione artistica
- Jeri McManus - design
- Special Thanks (ringraziamento speciale) a Hugh Brown
- Album Cover Photo: E.K.T.V.
- Foto interne all'album di Arthur Elgort
- Ringraziamenti speciali a Lenny Waronker, Ian Hoblyn, Lorne Michaels e Eddie Simon